# Papuaphiloscia minima
Papuaphiloscia minima är en kräftdjursart som beskrevs av Albert Vandel1973. Papuaphiloscia minima ingår i släktet Papuaphiloscia och familjen Philosciidae. Inga underarter finns listade i Catalogue of Life.